# Motivation (Normani)
```
" 
Motivation
 " is een nummer van de Amerikaanse zanger 
Normani
, uitgebracht op 16 augustus 2019. Het lied is geschreven door 
Ariana Grande
, Ilya Salmanzadeh, 
Max Martin
, Normani, Savan Kotecha, en geproduceerd door Salmanzadeh. De videoclip op dezelfde dag uitgebracht. Het nummer komt op haar aanstaande debuut solo-album, dat naar verwachting zal worden uitgebracht in 2020.
```

## Achtergrond en release

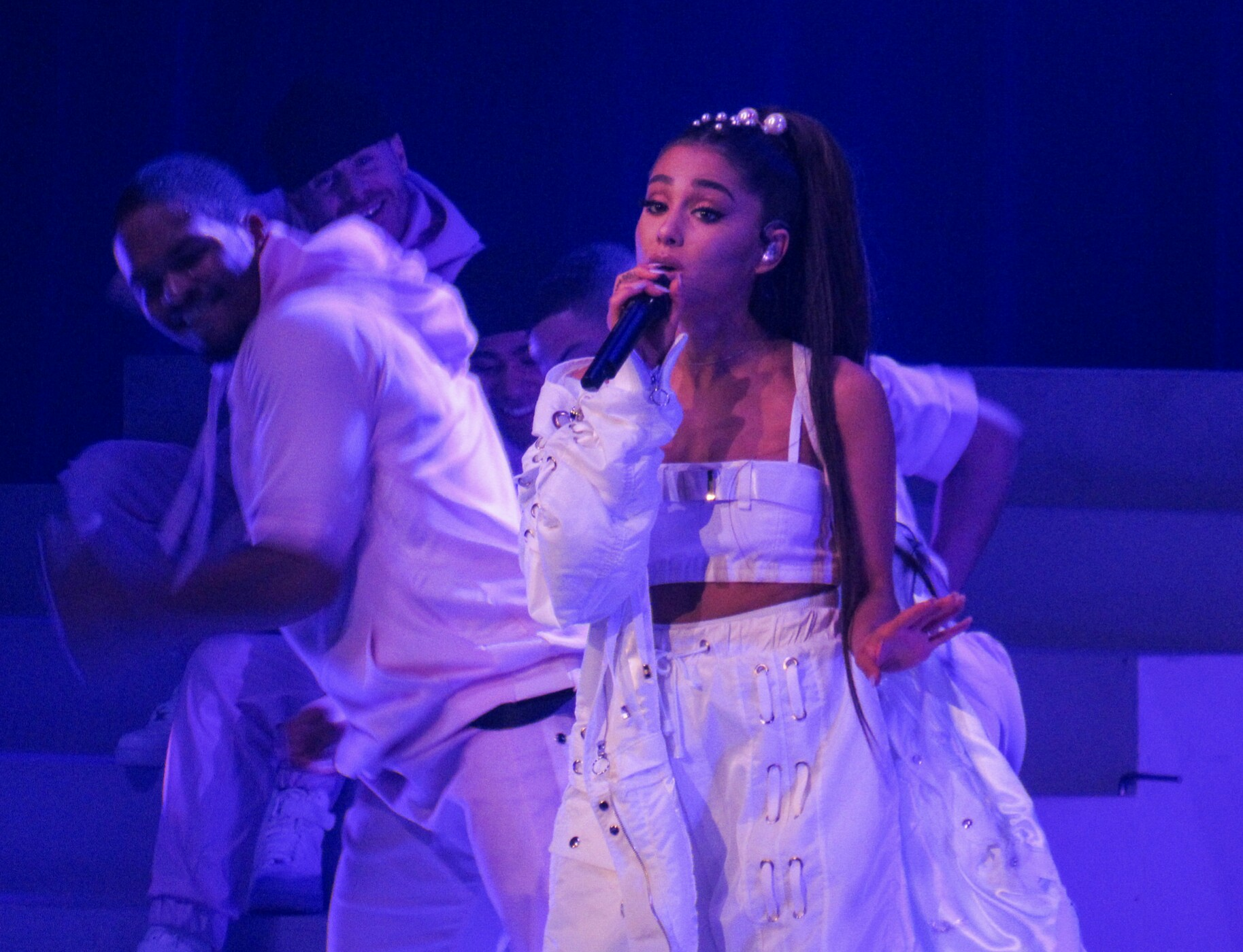
Ariana Grande (afgebeeld in februari 2017) schreef mee aan "Motivation".

"Motivatie" werd aanvankelijk voor het eerst aangekondigd met een fragment van Normani op Twitter op 2 augustus 2019. Ze sprak verder over het lied in het magazine 'Rolling Stone'. Daar maakte ze ook bekend dat Ariana Grande het nummer deels geschreven heeft. Het nummer werd officieel aangekondigd op 9 augustus en uitgebracht op 16 augustus 2019.
De muziekvideo werd naast het nummer uitgebracht op 16 augustus en werd geregisseerd door Dave Meyers en Daniel Russell. Het bevat eerbetonen aan muziekvideo's uit de late jaren 1990 en vroege 2000s, zoals " Crazy in Love " van Beyoncé, " . . . Baby One More Time "door Britney Spears en" I'm Real "door Jennifer Lopez . De video speelt zich af in Los Angeles

## Live optreden
Normani voerde voor het eerst "Motivation" uit tijdens de MTV Video Music Awards 2019 op 26 augustus 2019.